# Augusto Miranda y Godoy
Augusto Miranda y Godoy fue un militar, político y escritor español nacido en Archidona (Málaga) el 27 de mayo de 1855 y fallecido en Santiago de Compostela (La Coruña) el 28 de abril de 1920.

## Formación en la Armada
A la edad de 15 años, y en compañía de su hermano Luciano formó parte de la primera promoción de la Escuela Naval Flotante, que se ubicó a bordo de la antigua Asturias, con base en Ferrol, y cuyo director era el capitán de Navío Victoriano Sánchez Barcáiztegui, su nombramiento como aspirante, se publicó en la Real Orden de 11 de enero de 1871.
Al finalizar su periodo de formación inicial, recibió el nombramiento de guardiamarina de 2.ª clase el 16 de abril de 1872, y a continuación, embarcó en la Fragata blindada Vitoria, que se incorporó a la Escuadra en Barcelona, y realizó un crucero por España, con objeto de conducir a Amadeo I a varios puertos del Norte.
Posteriormente, embarcó en la fragata Concepción, y realiza un viaje de instrucción en Filipinas, fue promovido a guardiamarina de 1.ª clase el 16 de julio de 1875.

## Primeros destinos
Finalizados sus estudios, fue ascendido a Alférez de Navío el 27 de mayo de 1876. Con este empleo y con el de Teniente de navío estuvo embarcado en diversos buques. Desempeñó múltiples comisiones y destinos a flote, tomando parte activa en acciones de guerra contra fuerzas sublevadas en Cuba. Fue oficial de derrota y profesor de guardiamarinas en las fragatas Nuestra Señora del Carmén y Blanca, segundo comandante del vapor Vulcano y del cañonero Pilar.
Realizó investigaciones científicas, autorizado por Real Orden de 1 de junio de 1878 para construir una corredera electromecánica en Cádiz, que había diseñado y presentó a las autoridades.
En junio de 1879, recibe la noticia de la muerte de su hermano, el Alférez de Navío Luciano Miranda y Godoy en el Arsenal de La Habana.
Entre 1883 y 1888 fue profesor de la Escuela Naval Flotante, periodo en el que publicó dos libros que fueron declarados oficialmente de texto en la Escuela Naval (Reales Órdenes de 23 de marzo de 1887 y 14 de julio de 1888), que fueron, premiados por la Academia de las Ciencias de París.
Cuando cesa en su cargo docente en la Escuela, pasó a petición propia a situación de supernumerario, y estableció en Ferrol, con dos socios, el Colegio de la Marina, una academia preparatoria para el ingreso en la escuela naval.
De vuelta al servicio activo, en noviembre de 1891 pasó destinado a la Secretaría del Comandante General del Arsenal de Ferrol; en abril de 1892 fue nombrado segundo comandante del cañonero-torpedero Vicente Yáñez Pinzón; en noviembre pasó destinado como profesor de la Academia de Maquinistas de Ferrol, y de la Secretaría del almirante del Arsenal; en septiembre pasó a ser comandante del crucero-torpedero Galicia, volviendo después al puesto de profesor de la Academia de Maquinistas.
En abril de 1895 ascendió a Teniente de Navío de primera clase, equivalente al actual de Capitán de Corbeta, y en marzo de 1896 fue nombrado jefe del tercer negociado del Estado Mayor del departamento de Ferrol.
En esta época, llevó a cabo un estudio técnico y de viabilidad para la construcción de una central hidroeléctrica para el aprovechamiento de aguas del río Belelle, en los términos municipales de Neda y Fene, adquiriendo los terrenos de este sitio y solicitando la correspondiente concesión administrativa, que le fue concedida por resolución de 5 de enero de 1894. Aunque un año después desistió de la misma.

## Campaña en las Filipinas
Durante todo el año 1898 fue comandante militar de la Estación naval de la isla Corregidor, en Manila, soportando la guerra contra los Estados Unidos, y tras los combates, fue hecho prisionero por los norteamericanos, permaneciendo recluido a bordo del crucero Baltimore.

## Postguerra
De vuelta a España, pasó destinado al Estado Mayor del Departamento de Ferrol y, en julio de 1900, fue nombrado segundo comandante del crucero Infanta Isabel. Ascendió a Capitán de Fragata en julio de 1901. Pasó a ser segundo comandante en la Comisión Hidrográfica a bordo del aviso Urania, donde tomó parte activa del levantamiento de las cartas marítimas del Cantábrico.
En agosto de 1905 embarcó en el crucero Cardenal Cisneros como segundo comandante, destacando su actuación al salvar a la dotación del mismo después de tocar en el bajío de Meixidos, a la salida de la ría de Noya, el 28 de octubre. Su actuación, fue elogiada por la prensa de la época.
En enero de 1906 fue nombrado Ayudante Mayor del Arsenal de Ferrol, y llevó a cabo el levantamiento del plano de la cuenca de La Graña. En agosto de 1907 es destinado como segundo comandante del crucero Princesa de Asturias. En abril de 1908 se le nombró comandante del cañonero Doña María de Molina, cuyo mando desempeñó durante dos años.
El 18 de abril de 1910 ascendió al empleo de Capitán de Navío, y por Real Orden de 18 de mayo se le designa para estudiar la organización y sistemas de enseñanza de las Escuelas Navales de Alemania, Austria, Italia e Inglaterra, países a los que viajó acompañado por el teniente de navío de primera clase Manuel Andújar y Solana.
En octubre de 1910 fue destinado como Jefe de Armamentos del Arsenal de la Carraca, cargo que desempeñó tan sólo unos meses hasta marzo de 1911.

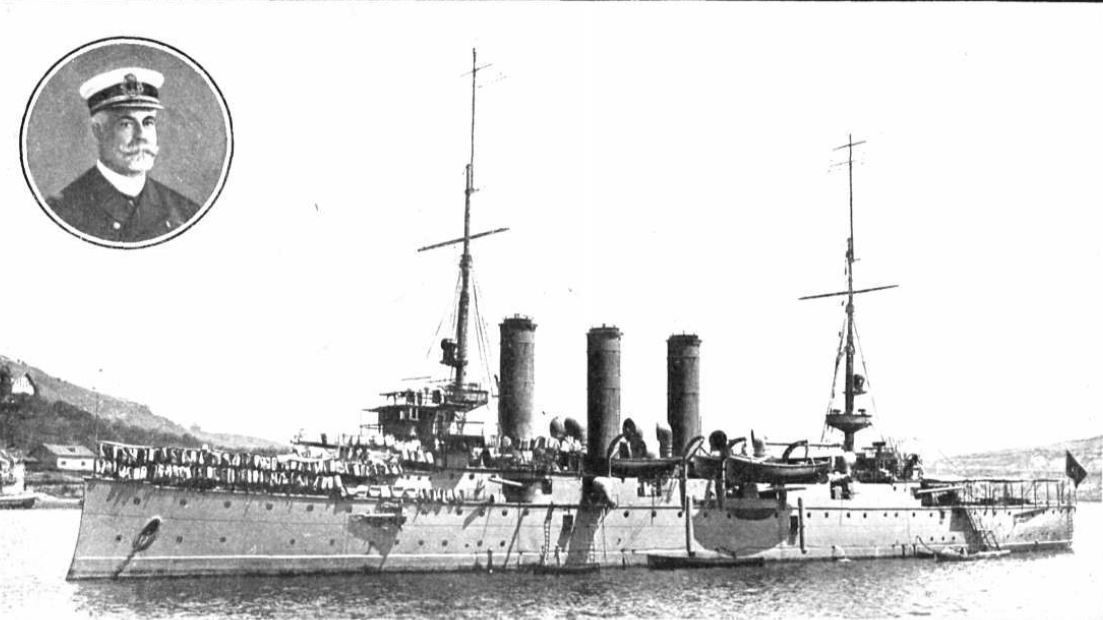
Miranda y su nave, el crucero Reina Regente.

Por Real Orden de 9 de febrero de 1911 fue nombrado comandante del crucero Reina Regente, cuyo mando tomó en La Carraca el 14 de marzo; se trataba del segundo crucero con este nombre de la armada, y era posiblemente la mejor unidad de la Escuadra.
En junio de 1911 participó en una de las revistas navales celebradas en Spithead con motivo de la coronación del rey Jorge V; en julio, desde Santander dio escolta al yate real Giralda, que llevaba a bordo al rey Alfonso XIII hasta Inglaterra donde participó en las regatas de Cowes, regresando en agosto.
Durante su mando del Reina Regente y en compatibilidad con él, por Real Orden de 28 de octubre de 1911, fue nombrado Vocal de la Junta encargada de redactar el programa, plan de estudios y reglamentos de la futura Escuela Naval de San Fernando (Cádiz).
A finales de 1912, con motivo de la guerra que enfrentó al Imperio otomano contra Grecia, Bulgaria, Serbia y Montenegro, se temió una revolución, y por ello se reunió en el Bósforo una nutrida escuadra internacional que traspasó los Dardanelos y fondeó en Estambul, en un intento de bloquear el Mar Negro. Formaban parte de la misma numerosos buques de Alemania, Francia, Inglaterra, Italia, Rusia, Holanda, Rumania y España.
Por parte de España, fue enviado el crucero Reina Regente, que zarpó del puerto de Málaga el 7 de noviembre de 1912, llegando a su destino el día 15.

## Almirante y Ministro de Marina
Su ascenso al Almirantazgo le llega en Estambul, el 13 de marzo de 1913, a bordo del Reina Regente, fue relevado al mando interinamente por su segundo.
Por Real Decreto de 13 de marzo de 1913 asciende a contralmirante, con antigüedad de 8 de agosto de 1912. Se le nombra general jefe del arsenal de Ferrol y presidente de la comisión inspectora de nuevas construcciones del mismo.
Durante su permanencia en Ferrol se le nombra vocal de la junta de unificación de calibres de artillería para la defensa de costas, constituida en el Ministerio de la Guerra, comisión que desempeña en Madrid durante el mes de mayo.
Eduardo Dato e Iradier, a instancias del rey Alfonso XIII, le encarga el ministerio de Marina. Jura el cargo y toma posesión como Ministro de Marina el 27 de octubre de 1913, y consejero de estado. En 1914 sería nombrado, senador vitalicio del Reino, cargo que desempeñará hasta su muerte.
Desde el primer momento se propone llevar a cabo un ambicioso programa de construcciones navales y un plan completo de reestructuración de la Armada, que incluía la rehabilitación de arsenales y construcción de nuevas bases navales, además de la creación del arma submarina.
Dio continuidad a la ley Miranda, al conseguir el Gobierno a moción del Ministro Miranda, la aprobación de la Ley de 30 de julio de 1914, que autorizó la construcción del crucero Reina Victoria Eugenia.

### Primer Plan Miranda (1914)
Miranda presentó un programa de nuevas construcciones que continuaba el plan de 1908 (Plan Ferrándiz), y que es conocido como Primer Plan Miranda. Este proyecto, aprobado por Real Decreto de 29 de abril de 1914, fue presentado y leído en las Cortes, aunque Miranda decidió retirarlo antes de su discusión para modificarlo radicalmente en vista al inicio de la Primera Guerra Mundial en agosto de ese año. Este proyecto de ley, además de otras construcciones navales y obras, ya preveía la de seis submarinos.
La conflagración y la prudencia más elemental aconsejaba no emprender la ejecución de un plan tan vasto de nuevas construcciones, cuando se esperaba que el curso de los acontecimientos, recogiendo las enseñanzas prácticas de la guerra en la mar, operaría una revisión profunda en los tipos de los futuros buques.

### La "Ley Miranda" de 17 de febrero de 1915
Elaboró un nuevo programa, que las Cortes aprobaron con relativa rapidez, la que sería segunda ley de escuadra, que pasó a la historia como "Ley Miranda", fue sancionada por el rey Alfonso XIII el 17 de febrero de 1915 y supuso el definitivo nacimiento del Arma Submarina Española. Las unidades previstas y autorizadas fueron:
- 4 cruceros ligeros
- 6 destructores
- 28 submarinos
- 3 cañoneros
- 18 guardacostas

Al amparo de la Ley Miranda y de la Ley de Bases Navales se crearon las bases navales secundarias de La Graña (Ferrol), Ríos (Vigo), donde después se instaló la ETEA, Villagarcía, Marín, después Polígono de Tiro y actual Escuela Naval y Mahón (Menorca).
De todas las construcciones de unidades navales previstas por Miranda únicamente en lo relativo a los submarinos no se cumplió en su totalidad.
De los 28 submarinos a que aspiraba, se adquirieron o construyeron 16:
- Isaac Peral : comprado a Estados Unidos
- 3 Clase A : comprados a Italia
- 6 Clase B : construidos en España
- 6 Clase C : construidos en España

Las demás unidades fueron:
- 4 cruceros: 
  - Blas de Lezo
  - Méndez Núñez
  - Príncipe Alfonso (después rebautizado Libertad y Galicia)
  - Almirante Cervera
- 6 destructores cazatorpederos 
  - 3 Clase Alsedo (ampliados con los 14 Clase Churruca)
- 3 cañoneros: Clase Cánovas del Castillo
- diversos buques auxiliares.

### Arma submarina

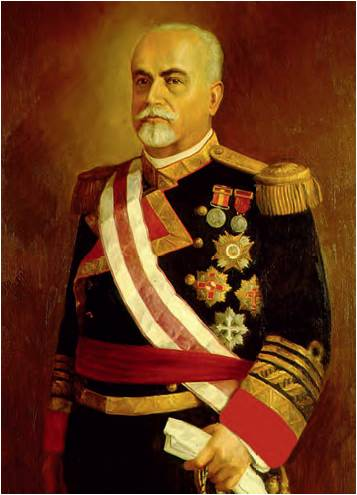
Augusto Miranda y Godoy. (Museo Naval de Madrid).

Tal era el deseo de incorporar cuanto antes los submarinos a la Armada Española sin esperar al previsible prolongamiento de los plazos de construcciones, que el almirante Miranda dejó previstas en la ley su adquisición a naciones extranjeras.
Se adquirieron cuatro: el Isaac Peral (A-0), en los Estados Unidos y los tres tipo "A" o Laurenti, en Italia, que recibieron los nombres y numerales Narciso Monturiol (A-1), Cosme García (A-2) y A-3; adquisiciones que se hicieron a naciones entonces todavía no beligerantes.
La adquisición de los submarinos fue posible gracias a que el almirante Miranda introdujo un artículo adicional al texto de la Ley de 17 de febrero de 1915, que decía:

"Se autoriza al Ministro de Marina para adquirir por gestión directa con cargo a los créditos concedidos por esta ley, hasta cuatro sumergibles y el material necesario para las enseñanzas y prácticas del personal que ha de dotarlos y un buque especial de salvamento. Se le autoriza asimismo para organizar el servicio en los submarinos con oficiales del Cuerpo General de la Armada, y para reorganizar el Cuerpo de Maquinistas y los de Contramaestres, Condestables y demás subalternos, ajustando sus servicios y sus plantillas a las necesidades del nuevo material, dentro de los créditos consignados para personal en el actual presupuesto."

Al amparo de esta disposición legal, los que en principio debían constituir la quinta serie del programa de submarinos aprobado fueron en realidad los primeros que se incorporaron, aunque pertenecientes a distintos tipos.
Por Real Decreto de 23 de septiembre de 1915 fue promovido al empleo de vicealmirante.

### Neutralidad
Fue firme defensor de la neutralidad de España en la Primera Guerra Mundial, hasta el punto que, como garantía de ella y para continuar su labor reformadora, continuó al frente del Ministerio de Marina con la llegada del nuevo Gabinete, presidido por Álvaro de Figueroa y Torres, el 9 de diciembre de 1915.
A la caída de este, el 20 de abril de 1917, es confirmado en el nuevo Gobierno, esta vez presidido por Manuel García Prieto, que duró solo hasta el 11 de junio de ese año.
Se convirtió en el primer ministro español en desempeñar su cargo con dos partidos políticos diferentes en el poder. Igualmente, su primera etapa ministerial fue de las más dilatadas hasta esa época en el ministerio de Marina, y se debió fundamentalmente a la voluntad expresa del rey Alfonso XIII.
Tras su salida del Consejo de Ministros, en el que fue sustituido por el contralmirante Manuel de Flórez y Carrió, quedó disponible para eventualidades en la corte, hasta el 7 de octubre de 1917 en que fue nombrado comandante general del apostadero de Cádiz. El 14 de marzo de 1918 y comandante general de la escuadra de instrucción.

## Segunda etapa en el ministerio de marina
De nuevo, vuelve a ser nombrado ministro, en un gobierno, presidido por Antonio Maura, desde el 20 de julio al 9 de noviembre de 1918, fecha en la que cesa como ministro, y por Real Decreto de 13 de noviembre de 1918, es nombrado jefe de la jurisdicción de marina en la corte, cargo que desempeñará hasta el 15 de abril de 1919 cuando, vuelve a ser ministro de marina en un nuevo gobierno presidido por Antonio Maura.
Por Real Decreto de 4 de julio de 1919 es promovido al empleo de Almirante de la Armada.

## Encargo de formar gobierno
El 20 de noviembre de 1919, es nombrado de nuevo jefe de la jurisdicción de marina en la corte, y, en enero de 1920, Alfonso XIII, le encargó formar nuevo gobierno bajo su presidencia, con su salud debilitada, declinó su designación hasta tanto se recuperase plenamente de su dolencia, que implicaba someterse a una operación quirúrgica. Complicaciones postoperatorias le provocaron la muerte, falleció, en el Hospital Real de Santiago de Compostela, el 28 de abril de 1920.
Sus restos se trasladaron al Panteón de Marinos Ilustres de San Fernando en la provincia de Cádiz según lo dispuesto en la Orden ministerial 145/2002, de 27 de junio, donde fueron inhumados en solemne ceremonia el 17 de septiembre de 2002.

## Homenajes
- La armada, dio su nombre a uno de los buques de la ley por el presentada, El Destructor Almirante Miranda perteneciente a la Clase Churruca, que participó en la Guerra Civil en el bando republicano, que estuvo en servicio hasta 1970.
- Existe una plaza dedicada en su localidad natal, Archidona, que le otorgó además el título de Hijo Predilecto.
- Existe una calle con su nombre en la ciudad de San Fernando (Cádiz), que asimismo lo nombró Hijo Adoptivo.
- Existe una calle con su nombre en Marín, situada frente a la Escuela Naval Militar
- Existe un monumento con un busto suyo en la plaza de su mismo nombre en la localidad de Mahón.

## Libros publicados
Entre otros, publicó los siguientes textos:
- Lecciones de Cálculo infinitesimal e integral.
- Mecánica racional y aplicada. Principios generales de Mecánica.
- Proyecto de Bases para la educación y enseñanza de los oficiales del Cuerpo General de la Armada.

| Predecesor: Amalio Gimeno y Cabañas | Ministro de Marina 1913-1917 | Sucesor: Manuel de Flórez y Carrió |
| Predecesor: José Pidal Rebollo      | Ministro de Marina 1918-1918 | Sucesor: José María Chacón Pery    |
| Predecesor: José María Chacón Pery  | Ministro de Marina 1919-1919 | Sucesor: Manuel de Flórez y Carrió |